# Barclays Center
El Barclays Center es un pabellón deportivo multiusos ubicado en el barrio de Prospect Heights, Brooklyn, Nueva York (Estado de Nueva York, Estados Unidos), inaugurado el 21 de septiembre de 2012. Se asienta en parte sobre la plataforma de una antigua playa de maniobras de ferrocarril propiedad de la Autoridad Metropolitana del Transporte de Nueva York en Atlantic Avenue. Forma parte de un proyecto de complejo deportivo, de negocios y residencial conocido como Atlantic Yards, y lleva por motivos publicitarios el nombre de la compañía multinacional Barclays.
El estadio es la sede de los Brooklyn Nets de la NBA, franquicia que se trasladó desde Nueva Jersey en 2012. Además alberga otros eventos como conciertos, convenciones y otras competiciones deportivas, compitiendo con otras instalaciones en el área metropolitana de Nueva York, como el Madison Square Garden en Manhattan, Nassau Coliseum en Uniondale, Prudential Center en Newark y Izod Center en East Rutherford, Nueva Jersey. A partir de 2015, también es la sede de los New York Islanders de la NHL.
Fue proyectado en 2004, cuando el promotor inmobiliario Bruce Ratner compró los Nets como primer paso del proceso de construcción de una nueva casa para el equipo. La construcción del pabellón se vio envuelta en algunas controversias con los residentes locales, lo que unido a la falta de financiación, retrasó el inicio de la construcción durante muchos años. La primera piedra se colocó el 11 de marzo de 2010, y su apertura al público se produjo el 21 de septiembre de 2012. El primer evento que albergó fue un concierto del rapero Jay-Z, accionista del equipo, el 28 de septiembre de 2012.
En 2018, la WWE organizó en el estadio su evento del verano Summerslam 2018, y en 2021 el evento Survivor Series (2021).
En 2021, MTV llevó a cabo los MTV Video Music Awards está fue la primera vez después de la ceremonia de los MTV Video Music Awards 2013 que el lugar acoge el espectáculo. Fue presentado por Doja Cat